# ディープガール
『ディープガール』は、フジテレビで2014年7月10日から9月18日まで毎週木曜深夜26:20 - 26:50（JST）に放送されていた生放送のトークバラエティ番組。
DeNAが運営する仮想ライブ空間「SHOWROOM」と提携、事前にSHOWROOMでのパフォーマンスが評価された女性2名が、生放送のスタジオでアピール合戦を繰り広げる。
番組終了後、出演者の一部は女性アイドルユニット「DEEP GIRL」として活動している。

## 出演者
- ヒロミ[注 1][5][6]
- 過去の放送で選ばれたディープガール（後述）

## システム
まず出演希望者は、自らSHOWROOM内に特設された「ディープガール」の公式ページでエントリー。既にTV番組への出演経験のあるプロでなければ、事務所所属の有無やジャンル（アイドル、タレント、芸人、学生など）は不問。
その後、SHOWROOMでパフォーマンスを行い、毎週月曜の締切の時点までに一番多くポイントを稼いだパフォーマーと番組側の推薦で選ばれたパフォーマーの2名が木曜の生放送に進出できる。
木曜の生放送は、お台場フジテレビのV10スタジオから放送され、選ばれた2人は自身が映しだされるモニター背後から、お互いにヒロミや視聴者に向かってアピールを繰り広げる。ただし、モニターでは目の部分が黒い板で隠されており、素顔を見るには勝者として選ばれてエンディングに登場するか、視聴者がそれぞれの配信（後述）に来場して見に行くしかない。
最終的にヒロミに選ばれた方が勝者。勝者はディープガール入りとなり、次回以降の顔出しでの出演が約束される。
候補者2人は、生放送中もリアルタイムでSHOWROOMから配信を行っており、視聴者がお互いの配信に来場して、放送上では一部隠されている候補者の素顔や、放送では拾われていない時のオフレコなどを試聴する事ができる。その光景がモニターに精査無くそのまま映しだされる為、ヒロミや出演者から配信で飛び交わされているコメントを拾われる事もある。

## ディープガール
会員番号01番　まみにゃん（出っ歯ちゃん）20歳／フリーモデル／長野
本人による自身のキャッチフレーズは『永遠の19才でも本当は20歳』。ヒロミを始めとする出演者やスタッフからはいじられ、SHOWROOMユーザーからはチャームポイントと評価される出っ歯が特徴的な女の子。
【卒業】会員番号02番　ちぃ（パンチラ）24歳／webPR／東京
セレブ臭漂う“謎だらけの美女”と謳われる。第2回で、勝利してスタジオで軟体ポーズを披露した際に、故意にパンチラをしたのではないかと物議を醸した（ちぃ自身は否定している）。「パンチラ」というニックネームを苦に、第5回放送をもって卒業。放送中に山口百恵の卒業コンサートを模したセレモニーで送り出された。
会員番号03番　のん（下積みちゃん）　23歳／アルバイト／山梨
クレープ屋とたこ焼き屋でアルバイトをしながら、歌手を目指しているカラオケ好きの女の子。実は初回に、放送当日に起きた荒天の影響で候補者2人が揃わない可能性を考慮したスタッフによってリザーバーとして呼ばれていた（実際は無事に2人とも出演出来たので、のんはスタジオ外で控えている姿のみ映し出された）。第8回では、放送を間近に控えていた『24時間テレビ 「愛は地球を救う」』に肖って、黄色いTシャツを着てスタジオ内をマラソンした。また喫煙姿も放送される。第9回の放送ではユウユが作った餃子をつまみに缶ビール（ロング缶）を嗜む。最終回の放送ではかのんが作ったたこ焼きをつまみに大五郎（焼酎）を嗜んだ。
会員番号04番　えりな（ベキセンボン）　24歳／キャンペーンガール／福岡
キャッチコピーは「北九州のキャンペーンガール」。まみにゃんを超える出っ歯を自称しており、生放送中にその出っ歯を披露。紙粘土制作の特技もアピールしようとしたが、3日かけて制作したヒロミモチーフの紙人形を、渡す瞬間に欠けさせるハプニングを引き起こした。頭から上の前髪のつくりがベッキー似、顔の下半分の出っ歯のつくりがハリセンボンの箕輪はるか似ということで「ベキセンボン」というニックネームがつけられた。最終回でディープガールを代表して、ヒロミに感謝の意を込めた手紙を読み上げながら泣いた。
会員番号05番　ひなぴす（足裏）　19歳／テレフォンオペレーター／山口
天使になりたいと主張する、コスプレ好き。自身の足の裏に顔を描いて、腹話術の様に足の裏で話す特技を披露した。
会員番号06番　れんれん（小堺くん）　年齢非公表／東京
同じ不思議系キャラだから相性が良いだろうという理由で、スタッフから推薦枠で出場。しかし最後まで代理MCの松本伊代が決めかね、終いにはカンボジアに出張していたヒロミに電話をかけて助けを求めたが、生放送の時間内で決断には至らなかった。その為、勝敗は次の週へ持ち越された。
翌週、冒頭でれんれんともう1人の候補者が再登場し、ヒロミにその場で指名され、即日でディープガール入り。同時にニックネームもその場で、彼女の金髪から、同様に髪の毛を金色に染めているお笑いタレント小堺一機に因んで「小堺くん」と名付けた。登場時のキャッチフレーズ「得体の知れないお人形さん」のとおり、ピンク色の熊のぬいぐるみを持っている。
会員番号07番　ましろ（関根くん）　年齢非公表／東京
「ツインテールの美少女」のキャッチコピーで登場。画力があり放送中に「ジョジョの奇妙な冒険」のキャラクターを描いた絵を披露し、絶賛された。小堺くんと同じ放送回に選出されたので「関根くん」というあだ名を命名された。第9回の放送では小堺くんと首輪で繋がった衣装で登場した。
ディープガールでは断トツの人気である。
会員番号08番　りこぴん（オットピン）　23歳／居酒屋アルバイト／東京
歌手になりたい女の子。舌の先を花のようにすぼませる特技をスタジオで披露。登場時のキャッチフレーズは「ネバーギブアップガール」
会員番号09番　ユウユ（王将）　年齢非公表／東京
「料理大好きっ子」のキャッチフレーズで登場。生放送中に餃子を作り、ディープガールたちに振る舞った。
会員番号10番　かのん（銀だこ）　年齢非公表／東京
最終回に「ラストシンデレラ」のキャッチフレーズで登場。生放送中にたこ焼きを作り、ヒロミにその味を絶賛された。またヒロミに自分にメロメロになる魔法をかけ、ヒロミを翻弄。
会員番号11番　ちひろ（パット）　22歳／東京
キャッチフレーズは「セクシータンクトップガール」。得意の腹筋をヒロミに足を抑えてもらいながら連続で披露した。かのんと共に最終回に番組推薦枠として出場し、相手がディープガールに選出された。選出後、ヒロミにディープガールになりたい思いをアピールし、番組史上初「二人共ディープガールになる」事態へ進展。
ディープガール専属カメラマン　白田ありさ　22歳／グラビアアイドル／東京
グラビアアイドルでありながら、グラビアアイドルを撮るカメラマンも兼務。りこぴんと対戦した第8回で、特技アピールとして生放送中にディープガールを撮影した。結果敗れはしたものの、ディープガール専属カメラマンとして選出された。第9回の放送ではデジタルカメラを肩にかつぎ、ディープガールたちのセクシーショット撮影を担当した。
※選ばれたディープガールたちがどんな活動をするのかは全く未定と放送で毎回告知された。事実、毎週スタジオに登場するディープガールたちにも特に役割は与えられなかった。最終回の放送でも今後の活動は未定と告知された。

## スタッフ
- 構成：酒井健作、村上洋賢
- TP：高瀬義美
- TD：高木稔
- CAM：遠藤俊洋
- VE：山下悠介
- AUD：小清水健治
- 照明：安藤雄郎
- 美術制作：三竹寛典（フジテレビ）
- デザイン：邨山直也（フジテレビ）
- 美術進行：三上貴子
- 大道具：大川原祐也、西田武史
- アクリル装飾：犬塚健
- マルチ：斎藤淳之介
- 衣装：津幡真優
- 編集：岡田秀夫
- 音効：松阪史高
- CG：鈴木鉄平（フジテレビ）
- ナレーター：松本考平
- SHOWROOM配信：前田裕二、米山輝一、
- 編成：藤井修（フジテレビ）
- 広報：山本麻祐子（フジテレビ）
- 制作：山口真・加藤浩輔・冨川八峰・柳田麻衣（4人共フジテレビ）
- AD：森田祥平
- AP：大川奈緒子
- ディレクター：袰川斉（やんかわ商店）、池田哲也（ステイ）、高橋寛之（やんかわ商店）
- プロデューサー：東中川遼太（フジテレビ）、新原宏（NEXTEP）、宮崎孝幸（ステイ）
- 演出：遠藤達也（ステイ）
- 協力：株式会社ディー・エヌ・エー
- 制作協力：NEXTEP
- 制作：フジテレビコンテンツ事業局
- 制作著作：フジテレビ